# Frédérique-Louise de Prusse
La princesse Frédérique Louise de Prusse (allemand : Friederike Luise von Preußen) (29 août 1714 – 4 février 1784), est la fille de Frédéric-Guillaume Ier de Prusse et de Sophie-Dorothée de Hanovre, et margravine de Brandebourg-Ansbach.
Par sa mère, elle est la petite-fille de George Ier de Grande-Bretagne. Cela fait d'elle une nièce de George II de Grande-Bretagne, qui est roi de 1727 à 1760, une cousine de Frédéric, Prince de Galles, d'Anne, Princesse d'Orange, et de la reine Louise de Danemark et de Norvège.

## Le mariage et les enfants
Le 30 mai 1729 à Berlin, Frédérique Louise épouse son parent Hohenzollern Charles-Guillaume-Frédéric de Brandebourg-Ansbach (12 mai 1712 - 3 août 1757). Ils ont deux enfants :
- Charles Frédéric Auguste (7 avril 1733 - 9 mai 1737)
- Charles-Alexandre de Brandebourg-Ansbach-Bayreuth (24 février 1736 - 5 janvier 1806). Marié à Frédérique Caroline de Saxe-Cobourg-Saalfeld, et après sa mort, à Lady Elizabeth Craven.

## Biographie
Après la mort en bas âge de sa sœur aînée Charlotte-Albertine (1713-1714), la princesse Frédérique-Louise bénéficie d'une indulgence particulière et est autorisée à grandir assez librement. Sa sœur Wilhelmine de Bayreuth la décrira dans ses mémoires comme étant d'un tempérament "capricieux et mesquin" ; cependant, elle fait également l'éloge de son talent et de sa beauté.
Son mariage est arrangé par Christiane Charlotte, régente d'Ansbach, et son père, qui cherche à augmenter son influence dans le sud de l'empire. Plus tard, Frédéric II étend l'apanage de sa sœur et reçoit en retour un régiment de soldats d'Ansbach, qui combattra avec les Prussiens.
Le mariage n'est pas heureux ; l'époux Charles Guillaume Frédéric est connu comme "le Margrave sauvage". Il fera même le reproche au roi Frédéric-Guillaume Ier de l’avoir trompé en n'ayant qu'en tête d'annexer son pays à la Prusse. Pendant son long voyage vers Ansbach en juin 1729, la jeune mariée de 14 ans souffre de crises de porphyrie. Elle présente des nausées, des vomissements, et des évanouissements au cours desquels elle semble « comme morte ». Son conjoint affirme qu'elle est boiteuse et a de mauvaises dents. Au départ, il ne veut pas dormir avec elle. Le prince héritier Frédéric commente le mariage en février 1732 en ces termes : «... ma sœur d'Anspac et M. son mari qui se haïssent comme le feu… ». Sur une fenêtre du salon familial de la résidence d'Ansbach, la margravine a gravé dans le verre avec un diamant : « Je souffre sans oser le dire ».
À la naissance de son premier fils, Charles Frédéric Auguste, en 1733, Frédérique-Louise reçoit en donation la résidence Hofmark d'Unterschwaningen. Mais le jeune prince décède en mai 1737, et le margrave et toute la cour rendent sa mère responsable de sa mort. Frédérique-Louise se sépare de son conjoint pour vivre dans la solitude à Unterschwaningen. Dans les années qui suivent, elle fait agrandir et décorer le château.
Même après la mort du margrave en 1757, Frédérique-Louise ne retourne pas à la cour d'Ansbach. Son malheur est encore aggravé par le refus de son seul fils survivant de la voir ou de la reconnaître.